# .ht
.ht (Haiti) é o código TLD (ccTLD) na Internet para o Haiti.